# Transafricaine 6
L'autoroute Ndjamena-Djibouti ou TAH 6 est l'autoroute transafricaine 6 du réseau routier transcontinental développé par la Commission économique des Nations Unies pour l'Afrique (CEA), la Banque africaine de développement (BAD) et l'Union africaine, reliant la région sahélienne au port de l'océan Indien de Djibouti dans le pays de Djibouti.
La route traverse le Darfour, dans l'ouest du Soudan, et la ville d'El Fasher, théâtre du conflit du Darfour. Par conséquent, les déplacements dans cette zone et dans la région frontalière entre le Soudan et le Tchad sont dangereux et le développement de ce tronçon routier est au point mort.
L'itinéraire a une longueur de 4 219 km traversant le Tchad, le centre du Soudan et le nord de l'Éthiopie. 85 % de la surface est pavée, mais une proportion importante est en mauvais état, encombrée de sable. Le terrain montagneux en Éthiopie présente des défis pour les ingénieurs routiers. Entre Wad Madani au Soudan et Wereta en Éthiopie, l'autoroute coïncide avec la route transafricaine 4, l'autoroute Le Caire-Le Cap.
L'autoroute est contiguë à l'autoroute Dakar-Ndjamena avec laquelle elle formera une traversée complète est-ouest du continent de 8 715 km. L'itinéraire approximatif de ces deux autoroutes correspond à celui proposé à  dans l'Empire Français à la fin du 19ème et au début du 20ème siècle, mais les tentatives de la France pour contrôler la transition transcontinentale ont conduit à l'incident de Fashod.

## Numéros de route nationaux
La route transafricaine 6 longe les routes nationales suivantes d'ouest en est :
| Numéro                         | Itinéraire           |
| Tchad                          | Tchad                |
| ------------------------------ | -------------------- |
| Pas de numérotation des routes |                      |
| Soudan                         |                      |
| A5                             | Tchad — El Fasher    |
| B4                             | El Fasher — El Obeid |
| ?                              | El Obeid — Éthiopie  |
| Éthiopie                       |                      |
| ?                              | Soudan — Dessie      |
| 2                              | Dessie — Dadai       |
| 18                             | Dadai — Djibouti     |
| Djibouti                       |                      |
| N1                             | Éthiopie — Djibouti  |